# Niederbergheim
Niederbergheim is een dorp in de Duitse gemeente Warstein, deelstaat Noordrijn-Westfalen, en telt 1205 inwoners (2014). Het ligt tussen Soest en het 10 km zuidwaarts gelegen Hirschberg.
Het plaatsje bezat rond 1500 een klooster. De huidige, eind 15e-eeuwse kapel, is daar wellicht een overblijfsel van. Niederbergheim is thans vooral een boerendorp.
Aan de Möhne, waaraan Niederbergheim ligt, staat een schilderachtige, van omstreeks 1800 daterende watermolen. 

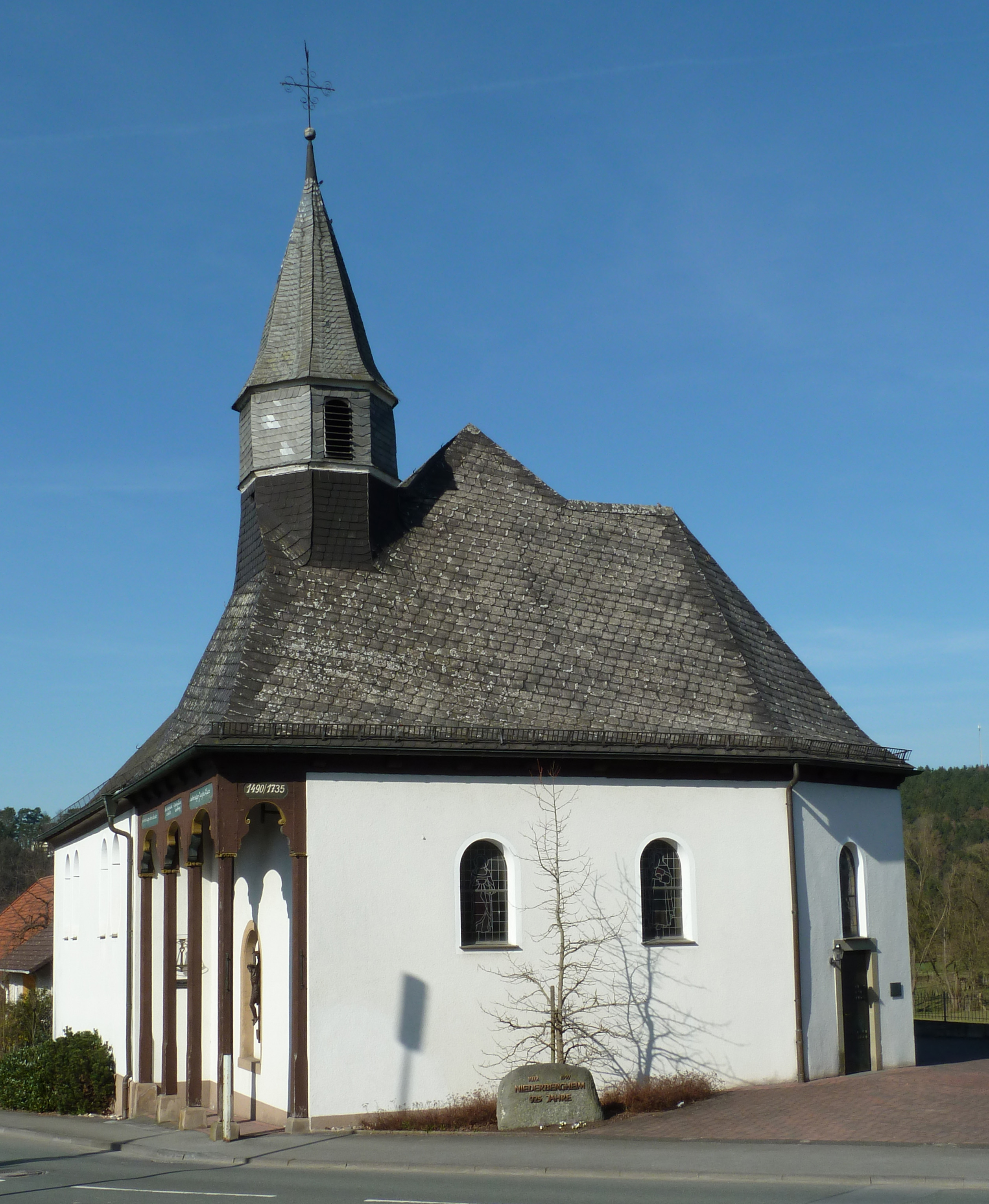
Kapel

Allagen · Belecke · Hirschberg · Mülheim · Niederbergheim · Sichtigvor · Suttrop · Waldhausen · Warstein